# Уварівська сільська рада (Ємільчинський район)
Уварівська сільська рада — колишня адміністративно-територіальна одиниця та орган місцевого самоврядування у Ємільчинському районі Коростенської і Волинської округ, Київської та Житомирської областей Української РСР з адміністративним центром у селі Уварівка.

## Населені пункти
Сільській раді на час ліквідації були підпорядковані населені пункти:
- с. Уварівка.

## Населення
Кількість населення ради станом на 1931 рік становила 771 особу.

## Історія та адміністративний устрій
Створена 30 жовтня 1924 року, відповідно до рішення Волинської ГАТК (протокол № 11/6 «Про виділення та організацію національних сільрад»), в колонії Уварівка Осівської сільської ради Емільчинського (згодом — Ємільчинський) району Коростенської округи. 5 лютого 1925 року затверджена як німецька національна сільська рада.
Станом на 1 вересня 1946 року сільська рада входила до складу Ємільчинського району Житомирської області, на обліку в раді перебувало с. Уварівка.
Ліквідована 11 серпня 1954 року, відповідно до указу Президії Верховної ради Української РСР «Про укрупнення сільських рад по Житомирській області», територію ради та с. Уварівка приєднано до складу Осівської сільської ради Ємільчинського району Житомирської області.